# Felimida purpurea
Felimida purpurea is een slakkensoort uit de familie van de Chromodorididae. De wetenschappelijke naam van de soort is voor het eerst geldig gepubliceerd in 1831 door Risso in Guérin.